# Liste der Monuments historiques in Abbéville-lès-Conflans
Die Liste der Monuments historiques in Abbéville-lès-Conflans führt die Monuments historiques in der französischen Gemeinde Abbéville-lès-Conflans auf.

## Liste der Objekte
| Bezeichnung                            | Beschreibung                                                                  | Standort                                   | Kennzeichnung | Schutzstatus | Datum | Bild |
| -------------------------------------- | ----------------------------------------------------------------------------- | ------------------------------------------ | ------------- | ------------ | ----- | ---- |
| Skulptur Christus in der Rast          | Stein, 16. Jahrhundert                                                        | in der Kirche Nativité-de-la-Vierge (Lage) | PM54000001    | Classé       | 1961  |      |
| Vier Reliquienbüsten                   | Holz, vergoldet, 17. Jahrhundert                                              | in der Kirche Nativité-de-la-Vierge (Lage) | PM54001335    | Inscrit      | 1996  |      |
| Skulptur Madonna mit Kind              | Holz, farbig gefasst und vergoldet, um 1800                                   | in der Kirche Nativité-de-la-Vierge (Lage) | PM54002017    | Inscrit      | 1994  |      |
| Kruzifix                               | Holz, farbig gefasst, 18. Jahrhundert                                         | in der Kirche Nativité-de-la-Vierge (Lage) | PM54001334    | Inscrit      | 1994  |      |
| Skulptur Heiliger Sebastian            | Lindenholz, farbig gefasst und vergoldet, um 1800                             | in der Kirche Nativité-de-la-Vierge (Lage) | PM54001173    | Classé       | 1997  |      |
| Hauptaltar                             | Altartisch und Tabernakel; Eichenholz, vergoldet, Anfang des 18. Jahrhunderts | in der Kirche Nativité-de-la-Vierge (Lage) | PM54002016    | Inscrit      | 1996  |      |
| Reliquienbüste eines heiligen Bischofs | Holz, vergoldet, 17. Jahrhundert                                              | in der Kirche Nativité-de-la-Vierge (Lage) | PM54001336    | Inscrit      | 1996  |      |